# Cartajima
Cartajima ist eine Gemeinde (municipio) mit 229 Einwohnern (Stand: 2024) in der Provinz Málaga in der Autonomen Region Andalusien im Süden Spaniens.

## Geographie
Die Gemeinde liegt etwa 17 km von Ronda und 105 km von der Provinzhauptstadt Málaga entfernt. Cartajima gehört zur Comarca Serranía de Ronda. Der Ort grenzt an Igualeja, Júzcar, Parauta, Pujerra und Ronda.

## Geschichte
Der Ort geht auf die maurische Periode von Al-Andalus zurück. Er wurde 1814 von Ferdinand VII. zur Stadt ernannt. Im 19. Jahrhundert erlebte der Ort dank dem Abbau und der Verarbeitung von Eisen eine Blütezeit. Im 20. Jahrhundert verlor er allerdings deutlich an Einwohnern.

## Bevölkerungsentwicklung
| 1842  | 1900 | 1950 | 1980 | 1990 | 2000 | 2010 | 2020 |
| ----- | ---- | ---- | ---- | ---- | ---- | ---- | ---- |
| 1.590 | 987  | 632  | 373  | 358  | 238  | 255  | 254  |